# Раціональне число

Відображення натуральних, цілих, раціональних, дійсних і комплексних чисел
колами Ейлера

Раціональні числа — в математиці множина раціональних чисел визначається як множина нескоротних дробів із цілим чисельником і натуральним знаменником:
{\displaystyle \mathbb {Q} =\left\{{\frac {m}{n}},\ m\in \mathbb {Z} ,\ n\in \mathbb {N} \right\}}
або як множина розв'язків рівняння
{\displaystyle nx=m,\quad n\in \mathbb {N} ,\quad m\in \mathbb {Z} },
тобто n — натуральне число, m — ціле число.
Множина раціональних чисел є підмножиною алгебраїчних та дійсних чисел.

## Термінологія

### Формальне означення
Можна дати формальне означення раціональних чисел як множини класів еквівалентності пар {\displaystyle \left\{(m,\;n)\mid m\in \mathbb {Z} ,\;n\in \mathbb {N} \right\}} за відношенням еквівалентності
{\displaystyle (m,\;n)\sim (m',\;n')\iff m\cdot n'=m'\cdot n.}
При цьому операції додавання й множення визначаються так:
- {\displaystyle \left(m_{1},\;n_{1}\right)+\left(m_{2},\;n_{2}\right)=\left(m_{1}\cdot n_{2}+m_{2}\cdot n_{1},\;n_{1}\cdot n_{2}\right);}
- {\displaystyle \left(m_{1},\;n_{1}\right)\cdot \left(m_{2},\;n_{2}\right)=\left(m_{1}\cdot m_{2},\;n_{1}\cdot n_{2}\right).}

### Пов'язані
Правильним зветься дріб, в якого модуль чисельника менший за модуль знаменника.
Дріб, який не є правильним, зветься неправильним.
Наприклад, дроби {\displaystyle {\frac {3}{5}}}, {\displaystyle -{\frac {7}{8}}} та {\displaystyle {\frac {1}{2}}} є правильними, а {\displaystyle -{\frac {8}{3}}}, {\displaystyle {\frac {9}{5}}} та {\displaystyle {\frac {2}{1}}} є неправильними.
Будь-яке ціле число (крім нуля) можна подати в вигляді неправильного дробу зі знаменником 1.
Число 0 є правильним дробом {\displaystyle {\frac {0}{1}}}.
Дріб, записаний як ціле число й правильний дріб, зветься мішаним дробом й розглядається як сума цього числа та дробу.
Наприклад, {\displaystyle 2{\frac {3}{7}}=2+{\frac {3}{7}}={\frac {14}{7}}+{\frac {3}{7}}={\frac {17}{7}}}.
У строгій математичній літературі запис у вигляді змішаного дробу переважно не використовується через подібність позначення змішаного дробу з позначенням добутку цілого числа з дробом.

## Властивості

### Основні властивості
Для раціональних чисел виконуються шістнадцять основних властивостей, які можна отримати з властивостей цілих чисел.
1. Впорядкованість. Для будь-яких раціональних чисел {\displaystyle a} та {\displaystyle b} існує правило, яке дозволяє однозначно ідентифікувати між ними одне й тільки одне з трьох відношень: «{\displaystyle <}», «{\displaystyle >}» або «{\displaystyle =}». Це правило зветься правилом впорядкування і формулюється так: два невід'ємні числа {\displaystyle a={\frac {m_{a}}{n_{a}}}} та {\displaystyle b={\frac {m_{b}}{n_{b}}}} зв'язані тим же відношенням, що й два цілі числа {\displaystyle m_{a}\cdot n_{b}} та {\displaystyle m_{b}\cdot n_{a}}; два недодатні числа {\displaystyle a} та {\displaystyle b} зв'язані тим же відношенням, що й два невід'ємні числа {\displaystyle \left|b\right|} и {\displaystyle \left|a\right|}; якщо ж {\displaystyle a} невід'ємне, а {\displaystyle b} — від'ємне, то {\displaystyle a>b}.
{\displaystyle \forall a,b\in \mathbb {Q} ~\left(a<b\lor a>b\lor a=b\right)}

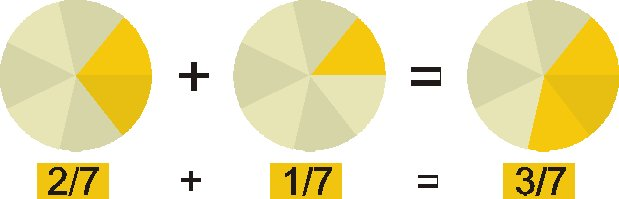
Додавання дробів
2. Операція додавання. Для будь-яких раціональних чисел {\displaystyle a} та {\displaystyle b} існує правило додавання, яке ставить їм у відповідність певне раціональне число {\displaystyle c}. При цьому число {\displaystyle c} зветься сумою чисел {\displaystyle a} та {\displaystyle b} й позначається {\displaystyle \left(a+b\right)}, а процес знаходження такого числа зветься додаванням. Правило додавання має такий вигляд: {\displaystyle {\frac {m_{a}}{n_{a}}}+{\frac {m_{b}}{n_{b}}}={\frac {m_{a}\cdot n_{b}+m_{b}\cdot n_{a}}{n_{a}\cdot n_{b}}}}.
{\displaystyle \forall a,b\in \mathbb {Q} ~\exists \left(a+b\right)\in \mathbb {Q} }
3. Операція множення. Для будь-яких раціональних чисел {\displaystyle a} та {\displaystyle b} існує правило множення, яке ставить їм у відповідність певне раціональне число {\displaystyle c}. При цьому число {\displaystyle c} зветься добутком чисел {\displaystyle a} та {\displaystyle b} й позначається {\displaystyle \left(a\cdot b\right)}, а процес знаходження такого числа зветься множенням. Правило множення має такий вигляд: {\displaystyle {\frac {m_{a}}{n_{a}}}\cdot {\frac {m_{b}}{n_{b}}}={\frac {m_{a}\cdot m_{b}}{n_{a}\cdot n_{b}}}}.
{\displaystyle \forall a,b\in \mathbb {Q} ~\exists \left(a\cdot b\right)\in \mathbb {Q} }
4. Транзитивність відношення порядку. Для будь-якої трійки раціональних чисел {\displaystyle a}, {\displaystyle b} та {\displaystyle c} якщо {\displaystyle a} менше {\displaystyle b} та {\displaystyle b} менше {\displaystyle c}, то {\displaystyle a} менше {\displaystyle c}, а якщо {\displaystyle a} дорівнює {\displaystyle b} й {\displaystyle b} дорівнює {\displaystyle c}, то {\displaystyle a} дорівнює {\displaystyle c}.
{\displaystyle \forall a,b,c\in \mathbb {Q} ~\left(a<b\land b<c\Rightarrow a<c\right)\land \left(a=b\land b=c\Rightarrow a=c\right)}
5. Комутативність додавання. Від зміни місць раціональних доданків сума не змінюється.
{\displaystyle \forall a,b\in \mathbb {Q} ~~a+b=b+a}
6. Асоціативність додавання. Порядок додавання трьох раціональних чисел не впливає на результат.
{\displaystyle \forall a,b,c\in \mathbb {Q} ~~\left(a+b\right)+c=a+\left(b+c\right)}
7. Існування нуля. Існує раціональне число 0 (нуль), яке не змінює будь-яке інше раціональне число при додаванні.
{\displaystyle \exists 0\in \mathbb {Q} ~\forall a\in \mathbb {Q} ~~a+0=a}
8. Існування протилежних чисел. Будь-яке раціональне число має відповідне протилежне раціональне число, при додаванні до якого утворюється 0.
{\displaystyle \forall a\in \mathbb {Q} ~\exists \left(-a\right)\in \mathbb {Q} ~~a+\left(-a\right)=0}
9. Комутативність множення. Від зміни місць раціональних множників добуток не змінюється.
{\displaystyle \forall a,b\in \mathbb {Q} ~~a\cdot b=b\cdot a}
10. Асоціативність множення. Порядок множення трьох раціональних чисел не впливає на результат.
{\displaystyle \forall a,b,c\in \mathbb {Q} ~~\left(a\cdot b\right)\cdot c=a\cdot \left(b\cdot c\right)}
11. Існування одиниці. Існує раціональне число 1, яке не змінює будь-яке інше раціональне число при множенні.
{\displaystyle \exists 1\in \mathbb {Q} ~\forall a\in \mathbb {Q} ~~a\cdot 1=a}
12. Існування обернених чисел. Будь-яке раціональне число, що не дорівнює нулю, має відповідне обернене раціональне число, множення на яке дає 1.
{\displaystyle \forall a\in \mathbb {Q} ~\exists a^{-1}\in \mathbb {Q} ~~a\cdot a^{-1}=1}
13. Дистрибутивність множення відносно додавання. Операція множення узгоджена з операцією додавання за допомогою розподільного закону:
{\displaystyle \forall a,b,c\in \mathbb {Q} ~~\left(a+b\right)\cdot c=a\cdot c+b\cdot c}
14. Зв'язок відношення порядку з операцією додавання. До лівої й правої частин раціональної нерівності можна додавати одне й те ж раціональне число.
{\displaystyle \forall a,b,c\in \mathbb {Q} ~~a<b\Rightarrow a+c<b+c}
15. Зв'язок відношення порядку з операцією множення. Ліву й праву частини раціональної нерівності можна множити на одне й те ж додатне раціональне число.
{\displaystyle \forall a,b,c\in \mathbb {Q} ~~c>0\land a<b\Rightarrow a\cdot c<b\cdot c}
16. Аксіома Архімеда. Яким би не було раціональне число {\displaystyle a}, можна взяти стільки одиниць, що їхня сума буде більшою за {\displaystyle a}.
{\displaystyle \forall a\in \mathbb {Q} ~\exists n\in \mathbb {N} ~~\sum _{k=1}^{n}1>a}

### Додаткові властивості
Решта властивостей раціональних чисел не входять до основних, бо вони не опираються на властивості цілих чисел, а можуть бути доведені з використанням основних властивостей чи за означенням певного математичного об'єкта. Таких властивостей дуже багато, ось деякі з них:
- Друге відношення порядку «>» також транзитивне.
{\displaystyle \forall a,b,c\in \mathbb {Q} ~~a>b\land b>c\Rightarrow a>c}
- Добуток будь-якого раціонального числа на нуль дорівнює нулю.
{\displaystyle \forall a\in \mathbb {Q} ~~a\cdot 0=0}
- Раціональні нерівності одного знаку можна почленно додавати.
{\displaystyle \forall a,b,c,d\in \mathbb {Q} ~~a>b\land c>d\Rightarrow a+c>b+d}
- Множина раціональних чисел {\displaystyle \mathbb {Q} } є полем відносно операцій додавання та множення дробів.
{\displaystyle \left(\mathbb {Q} ,+,\cdot \right)} — поле
- Кожне раціональне число є алгебраїчним.
{\displaystyle \mathbb {Q} \subset \mathbb {A} }

### Топологічні властивості
Підпростір {\displaystyle \mathbb {Q} } евклідового простору {\displaystyle \mathbb {R} } має такі властивості:
- {\displaystyle \mathbb {Q} } є Fσ-множиною, але не є Gδ-множиною в {\displaystyle \mathbb {R} }.
- Евклідова метрика перетворює {\displaystyle \mathbb {Q} } на метричний простір, який є цілком нормальним та паракомпактним.
- {\displaystyle \mathbb {Q} }, як зліченне об'єднання одноточкових множин, є простором першої категорії.
- {\displaystyle \mathbb {Q} } сепарабельний.
- {\displaystyle \mathbb {Q} } задовольняє другу аксіому зліченності.
- {\displaystyle \mathbb {Q} } не локально компактний і не σ-локально компактний.
- {\displaystyle \mathbb {Q} } σ-компактний.
- {\displaystyle \mathbb {Q} } цілком відокремлений.
- {\displaystyle \mathbb {Q} } щільний у собі і не розсіяний.
- {\displaystyle \mathbb {Q} } нульвимірний.
- Перетин {\displaystyle [0,1]\cap \mathbb {Q} } цілком обмежений, але не компактний.

## Зліченність

Нумерація раціональних чисел

Зліченна множина — в теорії множин така нескінченна множина, елементи якої можна занумерувати натуральними числами. Легко довести, що множина раціональних чисел зліченна. Для цього достатньо привести алгоритм, який нумерує раціональні числа, тобто встановлює бієкцію між множинами раціональних і натуральних чисел. Ілюстрація зображує один з варіантів цього алгоритму. Існують і інші способи занумерувати раціональні числа. Наприклад для цього можна використати ряд Фарея, дерево Калкіна — Вілфа або дерево Штерна — Броко.

## Виноски
1. ↑  В. А. Ильин, В. А. Садовничий, Бл. Х. Сендов. Глава 2. Вещественные числа // Математический анализ / Под ред. А. Н. Тихонова. — 3-е изд., перераб. и доп. — М. : Проспект, 2006. — Т. 1. — С. 30 — 31. — ISBN 5-482-00445-7.